# Sin megami tenszei
A Sin megami tenszei (真・女神転生) egy RPG játék amit az Atlus fejlesztett és adott ki 1992. október 30-án Super Famicomra. Később kiadták még PC Engine Super CD-Rom-ra és Sega CD-re, majd PlayStationre és Game Boy Advance-re. A játék folytatását a Shin Megami Tensei II-t 1994-ben, a Shin Megami Tensei III: Lucifer's Call-t pedig 2003-ban adták ki.
A játékból készítettek egy kétrészes OVA-t, a Tokyo Revelationt, amit 1995-ben adott ki a Sony Music Entertainment és a Manga Entertainment.
A sorozatból készítettek egy 9 kötetes mangát Shin Megami Tensei: Kahn (真・女神転生 ［ＫＡＨＮ］) néven. Ezt az Enterbrain, Inc. adta ki Japánban 1998 februárja és 2009 szeptembere között.

## Történet
A játék az 1990-es évek Tokiójában játszódik. A Makaiból démonok szabadulnak a Földre. Egy japán vezér a démonsereget használva puccsot akar, de az amerikai hadsereg közbeavatkozik. A főhősnek e-mailben elküldik a „Devil Summoning Program”-ot (Démon Idéző Program) amivel kapcsolatba tud lépni a démonokkal.
A pusztítás után a játékosnak el kell döntenie milyen világot akar felépíteni. Választhatja az angyalokat és a világból egy nagy királyság lesz, választhatja a démonokat és akkor anarchia lesz, de elpusztíthatja mind az angyalokat mind a démonokat is.

## Játékmenet
A Shin Megami Tensei egy belső nézetű RPG játék. A játékos öt társával együtt labirintusokban küzd. A harcok körökre vannak osztva.
A játékban emberek és démonok vannak. Ezeket a démonokat „gyűjteni” is lehet. A főhős ezeket úgy szerezheti meg, hogy beszélget velük vagy lefizeti őket. Ezeket a démonokat egy hordozható számítógépben tárolják és egy bizonyos összegért harcolhatnak.
Kettő vagy három démont is lehet kombinálni így létrehozva egy erősebbet. Ennek a rendszernek a neve: „Akuma Gattai”. Ez a rendszer már a sorozat első tagjában a Digital Devil Story: Megami Tenseiben is benne volt.

### Emberek
Az emberek a játékban használhatnak lőfegyvereket, közelharci fegyvereket és páncélokat is vehetnek fel. A játékban csak az emberek fejlődnek a démonok nem.

### Démonok
A Shin Megami Tensei játékban különböző mitológiai lények a démonok. Minden démonok három képessége van és ezeken nem lehet változtatni mint a Shin Megami Tensei II-ben vagy a Shin Megami Tensei III: Lucifer's Callban. Mindegyiknek van erőssége és gyengéje is.

### Csoportok
Azt, hogy egy démon mely csoportba tartozik két tulajdonsága határozza meg:
- Fény – Semleges – Sötétség
- Törvény – Semleges – Káosz

#### Törvény
A játékban a keresztény vallás és a kék és fehér színek jelképezik. A világ biztonságához vezet, de egyben a diktatúrába is vezet. A játékban a fő céljuk a Százéves Királyság létrehozása amit az Isten fog vezetni. Valójában csak néhányan élhetnének a Százéves Királyságban, a többieket mind megölnék.

#### Káosz
A játékban Lucifer, a szabadság, a háború és a vörös és fekete színek jelképezik. A világ szabadságához vezet, ami pedig a háborúkhoz és az anarchiához. A játékban a fő céljuk a Messiás seregének elpusztítása és Tokió feletti teljes hatalom átvétele.

#### Semleges
Elfogadják, hogy szükség van törvényekre, de ezek nem mehetnek a szabadság kárára. Ezt a legnehezebb elérni mert a mind a Káoszt, mind a Törvényt el kell pusztítani.
Az emberek is tartozhatnak valamelyik csoportba. Több olyan tárgy van amit csak bizonyos csoportba tartozva lehet használni. A démonok sem csatlakoznak a játékoshoz ha az ellentétes csoportba tartozik.
A Főhősnek a játékos döntései határozzák meg melyik csoportba tartozzon. A játék során több kérdésre is válaszolni kell és ezek is befolyásolják a játékos csoportját. A démonok megidézése is növeli az ahhoz a csoportba való tartozást amilyen a megidézett démon is. A játékos feladatokat kap mindkét csoporttól és ezek teljesítése nagyban befolyásolja a játékos beállítottságát. A főhős beállítottsága befolyásolja a játék végkimenetelét.

### OVA
Oszamu Jamazaki rendezte a 2 részes OVA-t amit 1995-ben adtak ki Tokyo Revelations (真・女神転生　東京黙示録; Hepburn: Shin Megami Tensei: Tokyo Mokushiroku) néven.

## Szereplők
A négy emberi karakternek a játék nem ad nevet. A PlayStationös Steven Report 1-ben (hivatalos végigjátszás) megadták az angol neveiket és a Kazuma Kaneko Complete Illustration Worksben („art book”) is (kivéve a főhősnőjét).
Főhős
A játékba soha nem szólal meg. Steven adta neki a „démon idéző program”-ot. Tévesen elítélik gyilkosság miatt és börtönbe zárják. Itt találkozik az „Igazság Hősével” majd később a „Káosz Hősével” és csatlakozik a főhőnőhöz, hogy megakadályozzák a nukleáris rakéták kilövését Japánra. Ez nem sikerül neki, de a főhősnő elteleportálja a Makaiba (Démon Világ).
Új világot kell építenie. Ha az „Igazság Hősét” választja, akkor a világban angyalok fognak uralkodni, ha a „Káosz Hősét” választja a világban Lucifer és démonai fognak uralkodni, de ha semleges marad akkor az angyalok és a démonok is elpusztulnak.
A Shin Megami Tensei II-ben a Colosseumban van egy szobor róla amire az van írva, hogy az első bajnok.
A Steven Report 1-ben Kazuya a neve, a Kazuma Kaneko Complete Illustration Works-ben Futsuo.
Főhősnő
Egy földalatti ellenállócsapat vezére. A főhős megmenti az életét a játék kezdetekor. Nagyon nagy a szellemi energiája. Megmenti a Főhőst, az Igazság Hősét és a Káosz Hősét is azzal, hogy elteleportálja őket a Makaiba.
A pusztítás során meghal, de egy fiatal lányban újraéled. Az előző életéből mindent elfelejt kivéve a Főhőst. Sibujában elfogják és egy démon rátámad. Minden teliholdkor fájdalmai vannak és életéből is veszít. A PsychoDiver segítségével a Főhős bejut az elméjébe és elpusztítja a benne rejlő démont, ezzel megszabadítva a Főhősnőt a szenvedéseitől.
A Steven Report 1-ben Yuka a neve.
Igazság Hőse
Egy fiatal férfi. Először a börtönben lehet vele találkozni. Jóságos és együtt érző, de a céljai teljesítése érdekében bármire képes.
A pusztulás után a Törvény csoportba tartozik. Egy Black Baron (Sötét Báró) nevű démon öli meg amikor a lelkét elválasztja a testétől. Messiásként éled újjá. Fő célja a Százéves Királyság létrehozása. Az angyalok parancsait követi. Ha a játékos a semleges vagy a káosz utat választja akkor megöli, de ha a törvény útját választja akkor a Káosz Hőse öli meg.
A Steven Report 1-ban Yuji, a Kazuma Kaneko Complete Illustration Works-ben Yoshio a neve.
Káosz Hőse
Egy fiatal férfi akit akkor lehet látni amikor Ozawa és bandája megveri. Azért csatlakozik a Főhőshöz, hogy bosszút állhasson Ozawán. Érzelmileg gyenge, mindig másokra hagyatkozik.
A pusztulás után megpróbálja megöli Ozawát, de ez nem sikerül neki. Úgy gondolja, hogy a valódi erő a démonokból ered ezért kombinálja magát egy démonnal Jakyouban. Ezután könnyen megöli Ozawát és magára hagyja a Főhőst. Később csatlakozik hozzá egy Rie nevű lány akivel anarchiát akar a világra szabadítani. Az igazság és a semlegesség útján megöli a Főhős, de ha a káosz útját választja a játékos akkor is meghal.
A Steven Report 1-ben Takeshi, a Kazuma Kaneko Complete Illustration Works-ben Waruo a neve.
Yuriko
Egy fiatal nő aki megígéri a Főhősnék, hogy mindig mellette lesz. Valójában Lilith, aki egy manipulatív, alakváltó démon. Mindenkit elpusztít aki a Főhős közelébe férkőzik, így csak rá tud hallgatni.
A pusztulás után csatlakozik a Káosz Hőséhez Rie néven. Bármelyik utat is választja a játékos Lilith meg fog halni.
STEVEN
Egy kerekesszékbe kényszerült programozó. Ő írta a Démon Idéző Programot. Miután megtudta, hogy a démonok rátámadnak a Földre STEVEN az interneten keresztül annyi embernek küldte el a programját amennyinek csak tudta.
STEVEN hozta létre a Terminal System projektet is, amivel terminálok között lehet utazni. Az egyik kísérlete során az egyik kapu a Makaiban jött létre amin keresztül átjött egy démon és megsebesítette őt.
A pusztulás után Ginzába él ahol továbbfejlesztette a Démon Idéző Programot. Bármelyik utat is választja a játék STEVEN túléli a történteket. A Shin Megami Tensei II-ben is szerepel.
Stephen Hawking-ról mintázták.
Goto
A pusztulás okozója. Miután megtudja, hogy STEVEN termináljai kapcsolódhatnak a Makaihoz démonokat hoz onnan, hogy azokkal megakadályozza a Százéves Királyság létrehozását.
Úgy gondolja, hogy Gaia elutasítja a Föld további irányítását. Azt hiszi, hogy a démonok ősi istenek és azért jönnek, hogy megakadályozzák a világ pusztulását. Az ellenállócsapatok vezérének csak a nevét tudja és minden nőt akinek ugyanaz a neve elfogatja.
Ha a játékos az igazság vagy a semlegesség útját választja akkor a Főhős megöli, de ha a káosz útját akkor a pusztulás során meghal.